# Slagalica strave II
Slagalica strave II (eng. Saw II) je horor film iz 2005. On je nastavak filma Slagalica strave iz 2004. Sve scene filma (osim onih eksterijera) su snimljene u jednoj kući u periodu od 25 dana. Film je premijerno izveden 28. listopada 2005. Darren Lynn Bousman je režirao film, ali u suradnji s Leighom Whannellom, i napisao scenarij. 
Film se ponovno centrira na Jigsawa, serijskog ubojicu koji konačno biva uhvaćen. No, on vodećeg detektiva na slučaju uvede u jednu igru, dok mu istovremeno prikazuje drugu igru s 8 drugih ljudi, među kojima je i detektivoj sin. Film nam također malo bolje pojašnjava Jigsawovu prošlost i razlog zbog kojeg je postao serijski ubojica (koji je detaljno prikazan u Slagalici strave IV).
Nakon što je film tijekom prvog tjedna prikazivanja zaradio $31,5 milijuna, Lions Gate Entertainment je naručila treći nastavak filma koji je prikazan 27. listopada 2006.

## Radnja
Nakon svađe sa svojim sinom Danielom, detektiv Eric Matthews (Donnie Wahlberg) je pozvan na scenu ubojstva koje je priredio Jigsaw (Tobin Bell), jer se njegovo ime našlo na njoj. Shvativši da zamka slična željeznoj mladenci, koja je ubila Michaela, ima znak tvrtke Wilson Steel, Eric odmah okupi specijalce i ode u njihovu napuštenu tvornicu koja je sada postala novo Jigsawovo skrovište. U kontrolnoj sobi unutar zgrade, nalazi se nekoliko monitora koji prikazuju misterioznu kuću s ljudima u njoj. Među tim ljudima je i Ericov sin Daniel. Kraj tih monitora nalazi se i brojač vremena, koji prikazuje da je do kraja ostalo manje od dva sata. Za stolom gdje su ti monitori i brojač, mirno sjedi Jigsaw, vidno oslabljen od svog raka. Kada Eric dođe, Jigsaw mu kaže da će naći svog sina u "sigurnom stanju", samo ako može sjediti i pričati s njim dovoljno dugo. 
U kući, otete osobe se počinju buditi. Osim Daniela, jedino poznato lice je Amanda Young (Shawnee Smith), jedina osoba do sada za koju se zna da je preživjela Jigsawovu zamku. Oni, pustivši mikrokasetu, saznaju da će se sva vrata u kući u kojoj su zarobljeni otvoriti za tri sata, no saznaju da i u kuću uzali nervni plin koji će ih sve pobiti za dva sata, ako ne nađu protuotrov. Jedan se nalazi u sefu u sobi u kojoj su zarobljeni, a kombinacija sefa se, kako je Jigsaw rekao, nalazi "na kraju [njihovog] mozga". Kada nađu ključ i poruku na kojoj piše da ne otvaraju prednja vrata ključem, oni ju ignoriraju i otvaraju vrata. Gus, jedan od otetih, je provirio kroz špijunku, no tako biva ubijen od strane magnumske špijunke, zamke koja se aktivira čim se vrata otključaju. Vrata je otključao Xavier, diler droge. 
Radnja se sada počinje izmjenjivati. Malo vidimo razgovor između Erica i Jigsawa, kojim Eric pokušava dobiti vrijeme kako bi se signal snimaka pronašao, a malo gledamo stanje u kući. U podrumu kuće, oteti pronađu poruku za piromana Obija (Tim Burd), u kojoj saznaju da je on pomogao u njihovim otmicama. Ubrzo nakon toga, on dobiva zadatak da u određenom vremenu uzme dva protuotrova iz peći za teljenje, no to ne uspije i biva spaljen zajedno s protuotrovima. 
Oteti pronađu još jednu kasetu u kojoj Jigsaw osuđuje Xaviera jer je diler. U sobi u kojoj je kaseta nađena, otkriva se jama s tisuće hipodermičkih injekcija, u kojoj se nalazi ključ za dolaženje do sljedećeg protuotrova. Iako je zadatak bio namijenjen njemu, Xavier u jamu baci Amandu umjesto da ide sam. Amanda uspije pronaći ključ, no ne dovoljno brzo da Xavier otključa vrata iza kojih se nalazio protuotrov. 
Xavier tada napušta ostale i u svojem istraživanju kuće, pronađe obojeni broj na vratu Gusovog trupla. Tada shvati da se svi brojevi nalaze na tom mjestu. On tada ubije Jonasa kako bi saznao njegov broj. Tada kreće u potragu za ostalima, koji su shvatili da je Daniel Ericov sin, sin detektiva koji ih je u prošlosti zatvorio iza rešetaka. Ubrzo nakon što su otkrili taj trag (koji je bio zalijepljen na pozadini jedne slike), Laura umire od posljedica nervnog plina.
Addison, u međuvremenu, naiđe na staklenu kutiju s protuotrovom (Zamka za ruke), zamku koja je bila namijenjena za Gusa. Addison odluči uzeti protuotrov, no otvori za ruke bili su izrazito oštri, te ona počne odmah krvariti i vrištati od boli. U takvom stanju je nađe Xavier koji joj priđe samo da pročita njezin broj, ne da joj pomogne, unatoč njezinim molbama. Addison, nakon Xavierovog odlaska, umire od krvarenja. Xavier tada sazna da je Daniel Ericov sin i počne tražiti njega i Amandu da ih ubije. 
Gledajući sve to u Jigsawovom skrovištu, Eric izgubi kontrolu i snažno izudara Jigsawa. Uz to, prisili ga, pod prijetnjim pištoljem, da ga odvede do kuće u kojoj se sve ovo događa. Dok oni odlaze, tehničari otkrivaju odakle dolazi signal i odlaze na to mjesto. 
Xavier lovi Amandu i Daniela do provalije koja je vodila do kupaonice iz prvog filma. U toj kupaonici oni nađu nogu doktora Gordona i tijela Zepa Hindlea i Adama Faulknera. Kada Xavier prijetnjom izvuče iz Amande njezin broj, ona ga upita kako će pročitati svoj. On tada otkida dio kože na vratu na kojoj je broj bio zapisan i krene napasti Daniela koji se pravio mrtav. Daniel tada pilom kojom je doktor Gordon otpilio svoju nogu, prereže Xavieru grkljani ubije ga.
U međuvremenu, Matthews uđe u kuću gdje se sve odvijali i nađe kupaonicu, dok specijalci slijede signal koji su dobili, ali završe u skroz drugoj kući. Tada saznaju da je "igra" koju su gledali kod Jigsawa bila snimka tog događaja koji je već bio gotov. 
U kupaonici, Matthews biva uboden hipodermičkom injekcijom od osobe koja je nosila Jigsawovu svinjsku masku. U međuvremenu, brojač vremena dođe do nule, i sef u Jigsawovu skrovištu se otvori i otkriva hiperventilirajućeg Daniela u njemu. 
Matthews se budi vezan za cijev. Kraj njega se nalazi kaseta s koje saznajemo da ga je Amanda tu zarobila. U nizu slika saznajemo da je Amanda postala Jigsawov protégé, i da je Eric njezina prva žrtva. Njega je izabrala da mu se osveti jer ju je zatvorio, gdje je stekla ovisnost o heroinu. Amanda se tada pojavi na vratima kupaonice i kaže "Kraj igre" i zatvori vrata. Iznutra se čuje Eric kako vrišti i prijeti. Zadnja scena drugog filma podudara se s posljednjom scenom prvog filma, samo što Jigsawa zamjenjuje Amanda, a Adama Eric. Izvan kuće, pretučeni Jigsaw sjedi u automobilu i polako formira osmjeh na licu.

## Glumačka postava
| Glumac             | Uloga                    |
| ------------------ | ------------------------ |
| Donnie Wahlberg    | Detektiv Eric Matthews   |
| Shawnee Smith      | Amanda Young             |
| Tobin Bell         | John Kramer / Jigsaw     |
| Emmanuelle Vaugier | Addison                  |
| Franky G           | Xavier                   |
| Dina Meyer         | Detektivka Allison Kerry |
| Beverley Mitchell  | Laura                    |
| Glenn Plummer      | Jonas                    |
| Lyriq Bent         | Poručnik Rigg            |
| Tim Burd           | Obi                      |
| Tony Nappo         | Gus                      |
| Erik Knudsen       | Daniel Matthews          |
| Noam Jenkins       | Michael                  |
| Kelly Jones        | Specijalac Pete          |

## Uspjeh na blagajnama
Film je snimljen s budžetom od samo $ 4,000,000, a zaradio je preko $ 144,000,000 diljem svijeta, sa samo zarada u SAD-u je bila oko $ 87,000,000.

## Vanjske poveznice
- Službena stranica serijala
- Službena stranica Tobina Bella
- Official SAW Props, Wardrobe and Autograph Auction
- Službena stranica  Arhivirana inačica izvorne stranice od 2. listopada 2007. (Wayback Machine)
- Slagalica strave II u internetskoj bazi filmova IMDb-a
- Slagalica strave II na Rotten Tomatoes
- Saw III: Jigsaw Cuts Loose   Arhivirana inačica izvorne stranice od 11. rujna 2011. (Wayback Machine) Video interview with Tobin Bell on MTV.com
- Donnie Wahlberg interview for Saw II  Arhivirana inačica izvorne stranice od 14. prosinca 2007. (Wayback Machine)
- Official World of Saw  Arhivirana inačica izvorne stranice od 11. listopada 2007. (Wayback Machine) at UGO